# Falster
Falster es una isla de Dinamarca. La isla ocupa una superficie de 514 km² y tiene una población estimada, en 2021, de 42.221 habitantes, de los que un 40% viven en la principal ciudad, Nykøbing Falster. La isla alberga el punto más meridional de Dinamarca, Gedser Odde.
Falster está conectada con Selandia en el norte por dos puentes. Los puentes de Farø (Farøbroerne) son parte de la carretera europea E-47, de Copenhague (y Helsingborg) a Lübeck (y de ahí a Hamburgo y el sur). La E-47 continúa vía túnel bajo el estrecho de Guldborgsund hasta la vecina isla de Lolland, situada al oeste de Falster. De aquí, un ferry conecta con Alemania, pero existe un plan para reemplazar el ferry con un puente que conecte con la isla alemana de Fehmarn. Los puentes de Farø conectan también con la pequeña isla de Farø, y de allí un nuevo puente da acceso a la ciudad vecina de Møn, en el este.
Hay otros dos puentes conectando con Lolland: el puente Guldborgsund, en el norte del estrecho, y el puente de Frederick IX, en Nykøbing Falster.